# Modrzewie (województwo świętokrzyskie)
Modrzewie – wieś w Polsce, położona w województwie świętokrzyskim, w powiecie starachowickim, w gminie Pawłów.
W latach 1975–1998 miejscowość położona była w województwie kieleckim.

## Części wsi
| SIMC    | Nazwa    | Rodzaj    |
| ------- | -------- | --------- |
| 0260540 | Hamrajów | część wsi |

## Historia wsi
W XV w. dziedzicem połowy (2 łany) jest szlachcic Nagórski, druga połowa (2 łany) należy do biskupów krakowskich.
1470–1480 – dziesięcinę dowożono plebanowi w Waśniowie (Jan Długosz L.B. t.II s.474).
W wieku XIX Modrzewie  wieś w powiecie iłżeckim, gminie Tarczek, parafii Świętomarz.
W roku 1885 spisano 14 domów i 93 mieszkańców, 220 mórg dworskich i 70 mórg włościańskich.